# ダヌムバレー保護地域

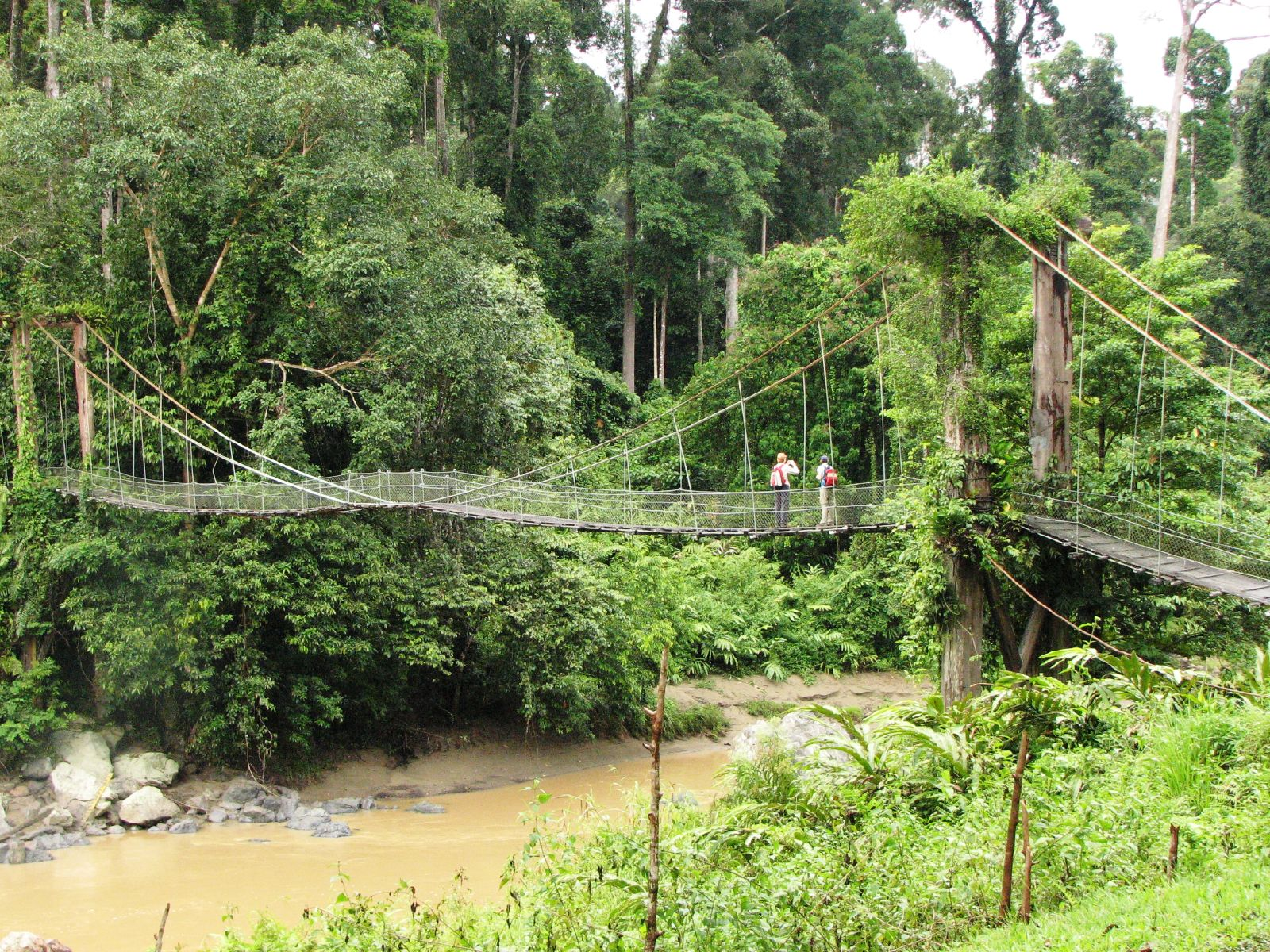
ダヌム川を渡る吊り橋

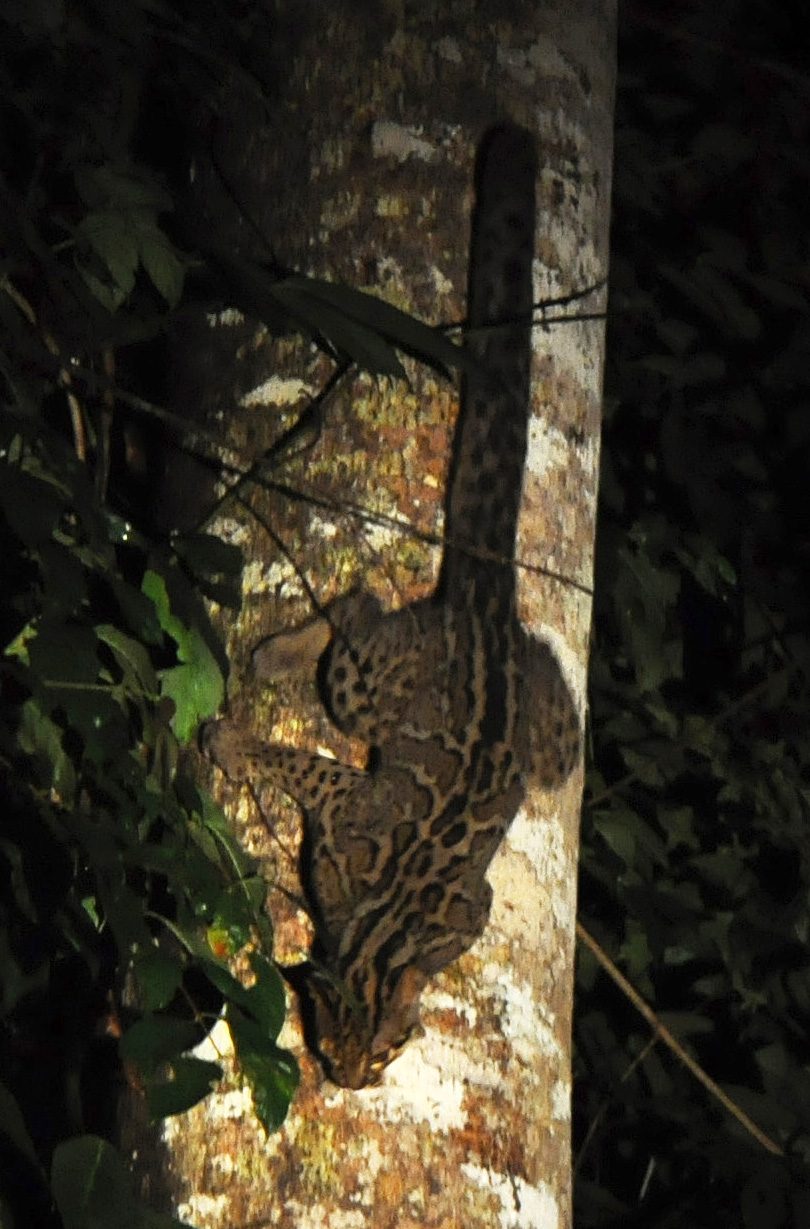
ダヌム・バレーで観察されるマーブルキャット

ダヌムバレー保護地域（ダヌムバレーほごちいき、英語: Danum Valley Conservation Area）は、マレーシアのサバ州に位置するセガマ川の源流域にある、相対的に人手の及んでいない低地フタバガキ林の438平方キロメートル区域である。ダナンバレー保護区（自然保護地域）などとも称される。
保護地域になる前、地域内に人の定住はなく、狩猟、伐採、その他人間の干渉がなかった特有の地域であったことから、一帯は独自の状態を保っている。地域は保護、研究、教育、および自然研修の目的で、サバ財団により管理されている。

## 地理
最寄りの町であるラハダトゥの西70キロメートルに位置し、行程にして97キロメートルの距離（主に林道を車で約2時間）にある。保護地域にはその名にもなったセガマ川の支流ダヌム川が流れる。
1986年に開設されたダヌムバレー・フィールドセンターは科学者や教育目的のための研究施設であり、また、1995年に保護地域指定の後オープンしたボルネオ・レインフォレスト・ロッジという宿泊施設が旅行者の滞在のためにある。そこから訪問者は低地雨林の小道（トレイル、Trail）をガイドと一緒に散策することができ、多くの人が主に野鳥観察のために出かける。林冠を渡す吊り橋である高さ27メートル、延長300メートルのキャノピー・ウォークウェイ (Canopy Walkway) も設置されている。その他の活動としてはナイトウォークやナイトドライブが挙げられる。

## 野生生物
低地雨林は多くの鳥や哺乳動物の生息場所であり、2009年に新種のメガネハナドリ（英名: Spectacled Flowerpecker）が記録された唯一の場所である。哺乳類は125種が記録されており、オランウータン、テナガザル、およびメガネザルを含むその他の霊長目のほか、シカ（スイロク）、ヤマネコ、希少なボルネオゾウ (Elephas maximus borneensis) も観察される。その他注目すべき種として、マレーグマやスマトラサイが地域に生息する。